# Hallungen
Hallungen – dzielnica (Ortsteil) gminy Südeichsfeld w Niemczech, w kraju związkowym Turyngia, w powiecie Unstrut-Hainich. Do 31 grudnia 2023 samodzielna gmina, wchodząca w skład wspólnoty administracyjnej Hainich-Werratal w powiecie Wartburg.